# Body and Soul (jazzstandard)

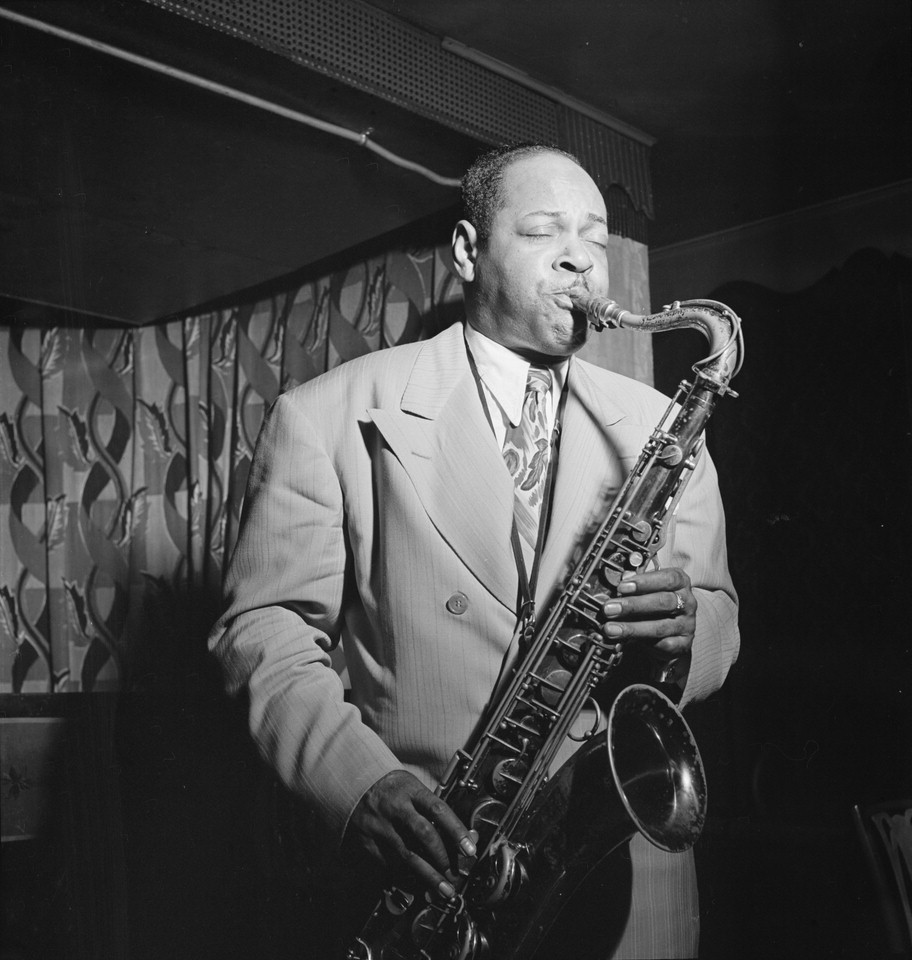
De bekendste instrumentale uitvoering van Body and Soul is die van Coleman Hawkins uit 1939.

Body and Soul is een van de bekendste jazzstandards en tevens het jazznummer met het grootste aantal opnames door verschillende artiesten. Body and Soul is een compositie van Johnny Green uit 1930 op tekst van Edward Heyman, Robert Sour en Frank Eyton. Een van de bekendste uitvoeringen is die van de tenorsaxofonist Coleman Hawkins uit 1939.

## Geschiedenis
Johnny Green schreef het nummer speciaal voor actrice, danseres en zangeres Gertrude Lawrence toen hij in Londen was, maar het was het orkest van Jack Hylton dat de eerste opname in 1930 maakte. Body and Soul beleefde op 15 oktober 1930 zijn première in de Broadway-musical 'Three’s a Crowd'. De show liep 272 opvoeringen lang met als zanger Libby Holman. Het nummer werd een van de hoogtepunten van de revue en Holmans opname bracht het tot nummer drie op de hitlijsten. Ondanks het onmiddellijke succes werd de song een jaar later wegens de te suggestieve tekst geweerd van de radio.
Fragment van de tekst:
"You know I'm yours for just the taking
I'd gladly surrender myself to you
Body and soul..."
"Weet dat je me kan nemen
Ik zal me graag overgeven aan jou
Met lichaam en ziel"
In de dertiger en veertiger jaren werd het, ondanks of mogelijk vanwege  die seksueel getinte tekst, een veel gespeeld nummer en werden er talrijke succesrijke opnames gemaakt.
In september 2011 werd de versie van Tony Bennett en Amy Winehouse uitgebracht. Bennett, toen 85, werd hiermee de oudste artiest ooit die een hit scoorde in de Amerikaanse hitlijst, de Billboard Hot 100.

## Opnames
- Paul Whiteman and His Orchestra (1930, Jack Fulton, zang)
- Libby Holman (1930, #3 in de hitlijst)
- Ruth Etting (1930, #10)
- Annette Hanshaw (1930, #12)
- Helen Morgan (1930, met Leonard Joy and His Orchestra)
- Ozzie Nelson and His Orchestra (1930, #18)
- Leo Reisman (1930, Frank Luther, zang, #15)
- Louis Armstrong (1932, oorspronkelijk opgenomen in 1930, #7)
- Benny Goodman Trio (1935, instrumentale versie, #5)
- Henry Allen and His Orchestra (1935, (Henry Allen: zang) #17)
- Art Tatum and His Swingsters (1937, instrumentaal, #19)
- Coleman Hawkins (1939, instrumentaal, #13)
- Ziggy Elman and His Orchestra (1947, instrumentaal, #25)
- Billy Eckstine (1949, met Buddy Baker and His Orchestra, #27)
- Duke Ellington (1961, instrumentaal)
- The Manhattan Transfer (1979, tweede helft)
- Mens en van Tongeren (2003)
- Tony Bennett en Amy Winehouse (2011, #87)

## Andere
- Muzikaal thema van de gelijknamige film uit 1947 "Body and Soul"